# Guillaume de Juliers (le jeune)
Pour les articles homonymes, voir Guillaume de Juliers.
Guillaume de Juliers (dit le Jeune) (en néerlandais : Willem van Gulik (de Jongere)) (date naissance inconnue - 18 août 1304 à la bataille de Mons-en-Pévèle) est le fils de Guillaume de Juliers, dit « l'ancien », (fils de Guillaume IV de Juliers), et de Marie de Dampierre (fille de Gui de Dampierre), comte de Flandre. Il est également archidiacre du prince évêque de Liège.

## Biographie
L'assassinat de Walram de Juliers après la bataille de Furnes en 1297, et l'emprisonnement en 1300 de son grand-père Gui de Dampierre et de ses oncles Robert III de Flandre et Guillaume de Termonde au château de Chinon, le poussent à rejoindre le camp des Flamands qui s'opposent aux politiques d'annexion de Philippe le Bel. 
Après une victoire inattendue à la bataille des Éperons d'Or en 1302, Guillaume de Juliers remporte une autre victoire à la bataille d'Arques en 1303.
En 1304, le roi de France prend sa revanche à la bataille de Mons-en-Pévèle au cours de laquelle Guillaume trouve la mort.